# Glitupis
Glitupis je řeka na západě Litvy (Telšiaiský kraj) v Žemaitsku na Žemaitijské vysočině. Pramení na jih od jezera Kliokis. Je dlouhá 4 km. Řeka teče severozápadním směrem. Protéká jezery Kliokis a Salotas. Do řeky D-1 se vlévá jako její levý přítok 203 km od jejího ústí (jako Minije) do Atmaty.